# Pierre Caloine
 (février 2013).
Si vous disposez d'ouvrages ou d'articles de référence ou si vous connaissez des sites web de qualité traitant du thème abordé ici, merci de compléter l'article en donnant les références utiles à sa vérifiabilité et en les liant à la section « Notes et références ».
Pierre-Joseph Caloine, né le 14 septembre 1818 et décédé le 10 février 1859 à Lille dans le Nord, est un architecte français. 

## Études et parcours
Étudiant aux écoles académiques de Lille en architecture et dessin, il entre comme élève architecte chez Charles Benvignat en 1835. Il est reçu architecte par la commission départementale des bâtiments civils en 1840. Il devient membre résidant de la Société des sciences de Lille en décembre 1845 et siège à la commission des bâtiments civils à partir de 1848. En 1852, il devient adjoint au maire de Wazemmes. De santé fragile, il meurt prématurément à l'âge de 40 ans.

## Réalisations
- Église Saint-Pierre-Saint-Paul de Lille
- Hôtel Maracci, 11, rue des Fleurs, Lille
- Hôtel Boutry-Van Isselsteyn, 8, rue du Vieux-marché-aux-chevaux, Lille
- Sa maison, 76, rue des Stations, Lille.